# Porcellionides simrothi
Porcellionides simrothi är en kräftdjursart som först beskrevs av Karl Wilhelm Verhoeff 1918.  Porcellionides simrothi ingår i släktet Porcellionides och familjen Porcellionidae. Inga underarter finns listade i Catalogue of Life.